# Pavel Černý
Pavel Černý est un footballeur tchèque né le 11 octobre 1962. Il était attaquant.